# Liturgusa mesopoda
Liturgusa mesopoda är en bönsyrseart som beskrevs av John Obadiah Westwood 1889. Liturgusa mesopoda ingår i släktet Liturgusa och familjen Liturgusidae. Inga underarter finns listade i Catalogue of Life.